# Медведица Ольшванга
Медведица Ольшванга (Arctia olschwangi) — бабочка из семейства медведиц. Видовое название было дано в честь советского и российского энтомолога, члена Русского энтомологического общества Владимира Николаевича Ольшванга (1946—2022).

## Описание
Размах крыльев бабочки 35—40 мм. Передние крылья желтовато-белого цвета с розоватым оттенком, с коричневыми пятнами неправильной формы. Задние крылья красного цвета с несколькими тёмно-синими округлыми пятнами. Бабочка очень похожа на широко распространенный палеарктический вид Медведица-кайя, но мельче её по размеру. Также отличается также отсутствием синеватого отблеска на тёмных пятнах на задних крыльях, редукцией глаз и строением генитального аппарата.
Гусеница мохнатая, красно-бурого цвета.

## Ареал
Полярный Урал (Красный Камень), тундры Южного Ямала (Хадыта) и низовья реки Лены, Аляска.

## Биология
Бабочки обитают в кустарничковой тундре. Время лёта: во второй половине июля — начале августа. Гусеницы питаются голубикой и листьями различных видов ив. Зимуют гусеницы на последнем возрасте. Гусеница окукливается в коконе в начале июля .